# ماركوس صموئيل
ماركوس صموئيل (بالإنجليزية: Marcus Samuel, 1st Viscount Bearsted)‏ (و. 1853 – 1927 م) هو رائد أعمال، من المملكة المتحدة، ولد في حي تاور هامليتس، لندن، توفي في لندن، عن عمر يناهز 74 عاماً.